# Domini de primer nivell genèric
Un domini de primer nivell genèric (en anglès: generic top-level domain, gTLD) és un domini de primer nivell utilitzat (en principi) per unes determinades classes d'associacions. A diferència dels dominis territorials (de dues lletres), són descriptius de les associacions que representen, i tenen tres o més lletres. Aquests dominis genèrics són regulats i gestionats directament per l'ICANN i les entitats internacionals implicades en cada domini.
Els dominis de primer nivell genèrics bàsicament són de dos tipus: «patrocinats» i «no patrocinats». Els primers són gestionats pels organismes privats corresponents i els segons són regulats i mantinguts per l'ICANN i les entitats internacionals, en ser considerats d'interès públic. Hi ha un altre tipus anomenat d'infraestructura que era utilitzat a l'inici d'internet per a associar un domini a la seva adreça IP.
En 2024 hi havia 1200 dominis genèrics de primer nivell, sent el més popular .xyz, amb aproximadament 4,16 milions de dominis, i el segon era .online amb 3,63 milions de registres.
| Dominis de primer nivell genèrics gTLD |         |                                                                      |    |                                                                          |
| Any                                    | Domini  | Domini                                                               | T  | Entitat que el gestiona                                                  |
| 1985                                   | .arpa   | Primer domini creat. Utilitzat per a associar un domini a la seva IP | I  | Infraestructura                                                          |
| 1985                                   | .com    | Organitzacions comercials. Sense restriccions.                       | NP | VeriSign                                                                 |
| 1985                                   | .edu    | Organismes educatius.                                                | NP | Educause                                                                 |
| 1985                                   | .gov    | Entitats governamentals dels Estats Units.                           | NP | US General Services Administration Arxivat 2004-06-29 a Wayback Machine. |
| 1985                                   | .int    | Organismes internacionals.                                           | NP | IANA .int Domain Registry                                                |
| 1985                                   | .net    | Inicialment per a xarxes. Actualment sense restriccions.             | NP | VeriSign Arxivat 2005-12-26 a Wayback Machine.                           |
| 1985                                   | .mil    | Forces militars dels Estats Units.                                   | NP | US DoD NIC Arxivat 2011-06-21 a Wayback Machine.                         |
| 1985                                   | .org    | Organitzacions. Sense restriccions.                                  | NP | Public Interest Registry                                                 |
| 2001                                   | .aero   | Indústria aeronàutica.                                               | P  | SITA                                                                     |
| 2001                                   | .biz    | Empreses. (de l'anglès business)                                     | NP | NeuLevel, Inc.                                                           |
| 2001                                   | .coop   | Cooperatives                                                         | P  | Dot Cooperation LLC                                                      |
| 2001                                   | .info   | Informació. Sense restriccions.                                      | NP | Afilias Limited                                                          |
| 2001                                   | .museum | Museus.                                                              | P  | MDMA                                                                     |
| 2001                                   | .name   | Noms de famílies i persones.                                         | NP | Global Name Registry                                                     |
| 2002                                   | .pro    | Professions                                                          | P  | RegistryPro                                                              |
| 2005                                   | .cat    | Llengua i cultura catalana.                                          | P  | Fundació puntCat                                                         |
| 2005                                   | .jobs   | Recursos humans.                                                     | P  | Employ Media LLC                                                         |
| 2005                                   | .travel | Viatges i turisme.                                                   | P  | Tralliance Corporation                                                   |
| 2006                                   | .mobi   | Mòbils                                                               | P  | MTLD Arxivat 2013-01-22 a Wayback Machine.                               |
| 2007                                   | .asia   | Àsia, Austràlia i el Pacífic.                                        | P  | DotAsia Organisation                                                     |
| 2007                                   | .post   | Serveis postals.                                                     | P  | Unió Postal Universal                                                    |
| 2007                                   | .tel    | Telefonia.                                                           | P  | MTLD Arxivat 2013-01-22 a Wayback Machine.                               |

Llegenda
- Tipus:
  - I Infraestructura
  - NP No patrocinat
  - P Patrocinat

## Història
En el moment d'implementació inicial dels dominis de primer nivell genèrics, el gener de 1985, es va preveure l'existència d'aquests 6: .com, .edu, .gov, .mil, .net i .org.
Encara que el domini .net no va ser inclòs en el document original RFC on amb la descripció del sistema de noms de dominis, finalment es va afegir en el moment en què es van implementar la resta.
A diferència de la seva utilització inicial, el dominis .com, .net, i .org actualment estan oberts a qualsevol ús.
El novembre de 1988, es va afegir un altre domini, l'.int, responent el requeriment de l'OTAN d'un domini que reflectís el caràcter internacional de l'organització. També s'havia previst la seva utilització en algunes bases de dades d'infraestructures d'internet, com .ip6.int, el IPv6 equivalent a .in-addr.arpa. De totes maneres, el maig de 2000, la Internet Architecture Board va proposar de tancar el domini .int a les noves bases de dades d'infraestructures. Les properes bases de dades s'hauran de crear a .arpa (un llegat del sistema previ de TLD), i les que existeixen actualment hauran de migrar a .arpa si és factible, que permet la utilització de .ip6.arpa.
A mitjans dels anys 1990 hi va haver pressions perquè s'afegissin nous TLD i Jon Postel, com a cap de la IANA, va acceptar la possibilitat que es presentessin noves propostes A inicis de 1995, Postel va crear el "Draft Postel", un lloc a Internet on hi havia els procediments per a crear un nou domini. Draft Postel va crear un nombre de petits comitès per a aprovar les noves TLD. Amb el creixement, es van incloure organitzacions més grans sota el paraigua de la Internet Society. I temporalment es va crear una organització anomenada International Ad Hoc Committee (IAHC). El 4 de febrer de 1997, la IAHC va emetre un informe en el qual s'ignoraven les recomanacions del Draft Postel i recomanava la introducció de set noves TLD (.arts, .firm, .info, .nom, .rec, .store, and .web).
L'octubre de 1998, es va crear la ICANN (Internet Corporation for Assigned Names and Numbers) per a gestionar la creació de nous dominis. Després d'una fase de propostes (15 d'agost de 2000) i un període d'exposició pública, la ICANN va anunciar el 16 de novembre de 2000 l'acceptació de set nous gTLD: .aero, .biz, .coop, .info, .museum, .name i .pro.
Aquests nous dominis van començar a entrar en funcionament el juny de 2001, i a final d'aquell any ja havien iniciat la seva activació tots menys el .pro; amb els .biz, .info i .museum totalment operatius. Els .name i .coop van ser totalment operatius el gener de 2002, i l'.aero a final d'aquell any. El .pro es va activar el 2002, tot i que no va ser totalment operatiu fin el gener de 2004.
El març de 2004 la ICANN va acceptar quatre nous gTLD: .cat, .jobs, .travel, .mobi, .asia, .post i .tel.
L'any 2005 van entrar en funcionament el .cat, .jobs i .travel. El 2006 ho va fer el .mobi i durant el 2007 és prevista la fase inicial de les activacions dels dominis .asia, .post i .tel.